# Мендес, Юсафат
Юсафат Вудинг Мендес (швед. Josafat Wooding Mendes; род. 31 декабря 2002, Стокгольм) — шведский футболист, защитник клуба «Брага» и сборной Швеции.

## Клубная карьера
Футболом начал заниматься в «АФК Юнайтед» в пятилетнем возрасте. В 2014 году перешёл в юношескую команду столичного АИК, в составе которой выступал в различных юношеских соревнованиях. В январе 2021 года он присоединился к молодёжной команде «Хаммарбю» — «Хаммарбю Таланг». 5 апреля дебютировал за неё в матче первого шведского дивизиона с «Умео», появившись на поле в стартовом составе. 5 июня подписал с основной командой «Хаммарбю» контракт, рассчитанный на два года. 22 июля дебютировал за «байен» в еврокубках. Во встрече второго квалификационного раунда Лиги конференций УЕФА со словенским «Марибором» Мендес появился на поле в компенсированное ко второму тайму время вместо Владимира Родича.
В декабре 2021 года вернулся в АИК, подписав с клубом четырёхлетний контракт. Впервые за основной состав сыграл 19 февраля в матче группового этапа кубка страны с «Эргрюте». 2 апреля в игре первого тура с «Хеккеном» дебютировал в чемпионате Швеции. Юсафат вышел на поле в стартовом составе и на 81-й минуте уступил место Сотириосу Папаяннопулосу.

## Карьера в сборной
В апреле 2018 года дебютировал в юношеской сборной Швеции на товарищеском турнире в Бельгии. Первую игру в её составе провёл против хозяев турнира. Мендес провёл на поле первый тайм встречи, после чего в перерыве был заменён на Робина Тихи.

## Клубная статистика
| Выступление       | Выступление      | Выступление      | Лига | Лига | Кубки | Кубки | Конт. кубки | Конт. кубки | Итого | Итого |
| Клуб              | Лига             | Сезон            | Игры | Голы | Игры  | Голы  | Игры        | Голы        | Игры  | Голы  |
| ----------------- | ---------------- | ---------------- | ---- | ---- | ----- | ----- | ----------- | ----------- | ----- | ----- |
| Хаммарбю          | Алльсвенскан     | 2021             | 0    | 0    | 1     | 0     | 1           | 0           | 2     | 0     |
| Хаммарбю          | Итого            | Итого            | 0    | 0    | 1     | 0     | 1           | 0           | 2     | 0     |
| → Хаммарбю Таланг | Дивизион 1       | 2021             | 26   | 4    | 0     | 0     | 0           | 0           | 26    | 4     |
| → Хаммарбю Таланг | Итого            | Итого            | 26   | 4    | 0     | 0     | 0           | 0           | 26    | 4     |
| АИК               | Алльсвенскан     | 2022             | 24   | 1    | 5     | 0     | 6           | 1           | 35    | 2     |
| АИК               | Итого            | Итого            | 24   | 1    | 5     | 0     | 6           | 1           | 35    | 2     |
| Брага             | Примейра-лига    | 2022/23          | 4    | 1    | 3     | 0     | 1           | 0           | 8     | 1     |
| Брага             | Примейра-лига    | 2023/24          | 4    | 0    | 1     | 0     | 5           | 0           | 10    | 0     |
| Брага             | Итого            | Итого            | 8    | 1    | 4     | 0     | 6           | 0           | 18    | 1     |
| Всего за карьеру  | Всего за карьеру | Всего за карьеру | 58   | 6    | 10    | 0     | 13          | 1           | 81    | 7     |